# 切爾哈瓦
49°24′55″N 23°13′19″E / 49.41528°N 23.22194°E
切爾哈瓦（烏克蘭語：Черхава），是烏克蘭西部的村莊，隸屬利維夫州的桑比爾區。該村始建於1427年，面積5.44平方公里，海拔高度336米，2001年人口543，人口密度每平方公里99.82人。